# اريك روبرتسون
اريك روبرتسون (بالإنجليزية: Eric Robertson)‏ هو منتج أسطوانات وملحن وعازف بيانو بريطاني، ولد في 6 أبريل 1948 في إدنبرة في المملكة المتحدة.

## وصلات خارجية
- اريك روبرتسون على موقع IMDb (الإنجليزية)
- اريك روبرتسون على موقع ميوزك برينز (الإنجليزية)
- اريك روبرتسون على موقع ديسكوغز (الإنجليزية)
- اريك روبرتسون على موقع قاعدة بيانات الفيلم (الإنجليزية)